# Kurt Sutter
Kurt Leon Sutter  (Rahway, 5 de maio de 1970) é um  roteirista, diretor, produtor e ator estadunidense. Ele trabalhou como produtor, escritor e diretor de The Shield. Sutter é também o criador de Sons of Anarchy do canal FX, ele escreveu, produziu e dirigiu a série, bem como atuando como o encarcerado membro do clube Otto Delaney. Sutter passou um tempo com os membros de um clube de motocicleta foras da lei no norte da Califórnia para se inspirar em Sons of Anarchy. A esposa de Sutter, a atriz Katey Sagal, foi uma das atrizes principais da série.

## Biografia
Sutter nasceu em Rahway, Nova Jérsei. Seu pai trabalhou na fábrica da General Motors em Linden, Nova Jérsei, e sua mãe era uma secretária para os Arquidiocese de Newark. Ele tem duas irmãs mais velhas. Ele cresceu no município de Clark e se formou na Roselle Catholic High School em 1982.
Sutter participou na faculdade de Livingston para o departamento de jornalismo da Rutgers University, acabou se formando na Universidade Rutgers com um BA em meios de comunicação social com especialização em Inglês em 1986. Ele se mudou para Nova York e estudou técnica Meisner, fez teatro, e ensinou no Conservatório Gately/Poole. Sutter, em seguida frequentou a Universidade de Northern Illinois por três anos, começando em 1997, para obter seu MFA em atuação e direção.

## Filmografia
| Ano  | Filme    | Notas                 |
| ---- | -------- | --------------------- |
| 2015 | Southpaw | Roteirista e Produtor |

## Televisão
| Ano        | Série                   | Função                            |
| ---------- | ----------------------- | --------------------------------- |
| 2015       | The Bastard Executioner | Produtor executivo                |
| 2014       | Sons of Anarchy         | Produtor, Criador, Diretor e Ator |
| 2013       | Sons of Anarchy         | Produtor, Criador, Diretor e Ator |
| 2012       | Sons of Anarchy         | Produtor, Criador, Diretor e Ator |
| 2011       | Sons of Anarchy         | Produtor, Criador, Diretor e Ator |
| 2010       | Sons of Anarchy         | Produtor, Criador, Diretor e Ator |
| 2009       | Sons of Anarchy         | Produtor, Criador, Diretor e Ator |
| 2008       | Sons of Anarchy         | Produtor, Criador, Diretor e Ator |
| The Shield | Produtor executivo      |                                   |
| The Shield | Produtor executivo      | 2007                              |
| The Shield | 2006                    | Co-produtor executivo             |
| The Shield | 2005                    | Produtor supervisor               |
| The Shield | 2004                    | Co-produtor                       |
| The Shield | 2003                    | Editor                            |
| The Shield | 2002                    | Escritor pessoal                  |